# Бранешци (Чајетина)
Бранешци су насеље у Србији у општини Чајетина у Златиборском округу. Према попису из 2022. било је 668 становника.
Овде се налазе Железничка станица Бранешци и Железничка станица Сушица.

## Демографија
У насељу Бранешци живи 608 пунолетних становника, а просечна старост становништва износи 43,4 година (41,5 код мушкараца и 45,3 код жена). У насељу има 205 домаћинстава, а просечан број чланова по домаћинству је 3,63.
Ово насеље је у потпуности насељено Србима (према попису из 2002. године), а у последња три пописа, примећен је пад у броју становника.
|  |

| Демографија | Демографија | Демографија |
| Година      | Становника  | Становника  |
| ----------- | ----------- | ----------- |
| 1948.       | 1.061       |             |
| 1953.       | 1.084       |             |
| 1961.       | 1.167       |             |
| 1971.       | 939         |             |
| 1981.       | 855         |             |
| 1991.       | 773         | 773         |
| 2002.       | 744         | 744         |

| Етнички састав према попису из 2002.‍ | Етнички састав према попису из 2002.‍ | Етнички састав према попису из 2002.‍ | Етнички састав према попису из 2002.‍ | Етнички састав према попису из 2002.‍ |
| ------------------------------------ | ------------------------------------ | ------------------------------------ | ------------------------------------ | ------------------------------------ |
|                                      |                                      |                                      |                                      |                                      |
| Срби                                 | Срби                                 |                                      | 744                                  | 100,0%                               |
| непознато                            | непознато                            |                                      | 0                                    | 0,0%                                 |

| Година пописа     | 1948. | 1953. | 1961. | 1971. | 1981. | 1991. | 2002. |
| ----------------- | ----- | ----- | ----- | ----- | ----- | ----- | ----- |
| Број домаћинстава | 177   | 185   | 227   | 205   | 198   | 195   | 205   |

| Број чланова      | 1  | 2  | 3  | 4  | 5  | 6  | 7 | 8 | 9 | 10 и више | Просек |
| ----------------- | -- | -- | -- | -- | -- | -- | - | - | - | --------- | ------ |
| Број домаћинстава | 27 | 52 | 26 | 27 | 31 | 30 | 7 | 3 | 1 | 1         | 3,63   |

| Пол    | Укупно | Неожењен/Неудата | Ожењен/Удата | Удовац/Удовица | Разведен/Разведена | Непознато |
| ------ | ------ | ---------------- | ------------ | -------------- | ------------------ | --------- |
| Мушки  | 316    | 82               | 217          | 17             | 0                  | 0         |
| Женски | 315    | 42               | 218          | 54             | 1                  | 0         |
| УКУПНО | 631    | 124              | 435          | 71             | 1                  | 0         |

| Пол    | Укупно                    | Пољопривреда, лов и шумарство | Рибарство                            | Вађење руде и камена | Прерађивачка индустрија       |
| ------ | ------------------------- | ----------------------------- | ------------------------------------ | -------------------- | ----------------------------- |
| Мушки  | 143                       | 26                            | 0                                    | 0                    | 73                            |
| Женски | 76                        | 18                            | 0                                    | 0                    | 23                            |
| УКУПНО | 219                       | 44                            | 0                                    | 0                    | 96                            |
| Пол    | Производња и снабдевање   | Грађевинарство                | Трговина                             | Хотели и ресторани   | Саобраћај, складиштење и везе |
| Мушки  | 5                         | 3                             | 11                                   | 9                    | 4                             |
| Женски | 1                         | 1                             | 10                                   | 11                   | 1                             |
| УКУПНО | 6                         | 4                             | 21                                   | 20                   | 5                             |
| Пол    | Финансијско посредовање   | Некретнине                    | Државна управа и одбрана             | Образовање           | Здравствени и социјални рад   |
| Мушки  | 0                         | 0                             | 5                                    | 1                    | 3                             |
| Женски | 0                         | 1                             | 2                                    | 2                    | 6                             |
| УКУПНО | 0                         | 1                             | 7                                    | 3                    | 9                             |
| Пол    | Остале услужне активности | Приватна домаћинства          | Екстериторијалне организације и тела | Непознато            | Непознато                     |
| Мушки  | 1                         | 0                             | 0                                    | 2                    | 2                             |
| Женски | 0                         | 0                             | 0                                    | 0                    | 0                             |
| УКУПНО | 1                         | 0                             | 0                                    | 2                    | 2                             |